# فهرست آثار ملی شهرستان کهگیلویه
شهرستان کهگیلویه یکی از شهرستان‌های استان کهگیلویه و بویراحمد است. مرکز این شهرستان، شهر دهدشت است و این شهر در دوره ساسانیان توسط پسر اردشیر اول ساخته شده و در آن دوران به نام بلاد شاپور شهرت داشت؛ در دوره‌های پسین نیز رونق داشت اما شروع پی ریزی شهر کنونی دهدشت را پس از دوره مغولان و به عبارتی از اواخر تیموریان و پس از آن جستجو می‌کنند، ولی بافت قدیم دهدشت را که بخش‌هایی از آن بر جای مانده‌است، منسوب به دوره صفوی می‌دانند.

## آثار ثبت‌شده
| ردیف | نام اثر                               | نگاره | دیرینگی                    | موقعیت                                                                                              | شمارهٔ ثبت | تاریخ ثبت  | منبع  |
| ---- | ------------------------------------- | ----- | -------------------------- | --------------------------------------------------------------------------------------------------- | --------- | ---------- | ----- |
| ۱    | نقش‌برجسته‌های تنگ سولک                 |       | اشکانی (پارت)              | کهگیلویه، بهبهان، بخش لیکک بهمئی، ۱۰ کیلومتری جاده لیکک به تنگ ماغر، سمت راست تنگ سولک              | ۳۱۰       | ۱۳۱۶/۰۹/۲۹ | [ ۲ ] |
| ۲    | امامزاده علی سادات                    |       | قرن ۷ و ۸ ق                | کهگیلویه، بخش چرام، امامزاده علی                                                                    | ۱۰۲۳      | ۱۳۵۳/۱۰/۳۰ |       |
| ۳    | دهدشت                                 |       | صفویه (به بعد)             | دهدشت، بافت قدیم شهر دهدشت                                                                          | ۱۶۸۹      | ۱۳۶۴/۰۵/۲۷ |       |
| ۴    | محوطه تاریخی کمبوس بناری              |       | اسلامی                     | ۷ کیلومتری شمالشرق روستای بناری علیا بخش چرام                                                       | ۲۱۶۲      | ۱۳۷۷/۰۸/۲۰ |       |
| ۵    | پلدختر                                |       | اسلامی                     | ۴۰کیلومتردهدشت روستای قلعه دختر روی رودخانه مارون                                                   | ۲۱۶۴      | ۱۳۷۷/۰۸/۲۰ |       |
| ۶    | قلعه رئیسی                            |       | قاجاریه                    | ۸۰ کیلومتری شمالغربی یاسوج ۵۰ کیلومتری شمال غربی دهدشت                                              | ۲۱۸۱      | ۱۳۷۷/۰۹/۱۷ |       |
| ۷    | دو گور دوپا                           |       |                            | مسیر جاده یاسوج، باشت، ۱۵ کیلومتری باشت                                                             | ۲۹۸۵      | ۱۳۷۹/۱۱/۰۳ |       |
| ۸    | قلعه ضرغام                            |       | قاجاریه                    | شهرستان کهگیلویه، ۱۷ کیلومتری شمالغربی دهدشت                                                        | ۳۵۵۰      | ۱۳۷۹/۱۲/۲۵ |       |
| ۹    | کاروان‌سرای بافت تاریخی دهدشت          |       | صفویه                      | دهدشت، خیابان ابوذر غفاری، مجاور حمام کهیار                                                         | ۳۵۵۱      | ۱۳۷۹/۱۲/۲۵ |       |
| ۱۰   | قلعه تمپی                             |       | قاجاریه                    | شهرستان کهگیلویه، چرام، روستای تمبی                                                                 | ۳۵۵۲      | ۱۳۷۹/۱۲/۲۵ |       |
| ۱۱   | ارگ محمد خان                          |       | صفویه                      | شهرستان کهگیلویه، جنوب شرقی شهر قدیمی دهدشت                                                         | ۳۵۵۳      | ۱۳۷۹/۱۲/۲۵ |       |
| ۱۲   | امامزاده بی‌بی عصمت                    |       | صفویه                      | ضلع جنوبی بافت تاریخی دهدشت                                                                         | ۳۵۵۴      | ۱۳۷۹/۱۲/۲۵ |       |
| ۱۳   | حمام کهیار                            |       | صفویه                      | شهرستان کهگیلویه، بافت تاریخی دهدشت                                                                 | ۳۵۵۵      | ۱۳۷۹/۱۲/۲۵ |       |
| ۱۴   | حمام محمد                             |       | صفویه                      | ۵۰متری غرب مسجد جامع بافت تاریخی دهدشت                                                              | ۳۵۵۶      | ۱۳۷۹/۱۲/۲۵ |       |
| ۱۵   | مسجد مورک                             |       | صفویه                      | دهدشت، خیابان ابوذر غفاری، شهر قدیمی دهدشت                                                          | ۳۵۵۷      | ۱۳۷۹/۱۲/۲۵ |       |
| ۱۶   | امامزاده معصوم                        |       | صفویه                      | دهدشت، ۱۰۰ متری شمال خیابان راه و ترابری، بافت قدیم دهدشت                                           | ۳۵۵۸      | ۱۳۷۹/۱۲/۲۵ |       |
| ۱۷   | مجموعه زیر بازار                      |       | اسلامی                     | یک کیلومتری جنوب غرب شهر چرام                                                                       | ۳۵۵۹      | ۱۳۷۹/۱۲/۲۵ |       |
| ۱۸   | زائر سرا امامزاده                     |       | صفویه                      | بافت تاریخی دهدشت، جنب امامزاده معصوم                                                               | ۳۵۶۰      | ۱۳۷۹/۱۲/۲۵ |       |
| ۱۹   | امامزاده پیر غازی                     |       | اسلامی                     | دهدشت، محله رواق، یک کیلومتری شمال شهر قدیم دهدشت                                                   | ۳۵۶۱      | ۱۳۷۹/۱۲/۲۵ |       |
| ۲۰   | امامزاده جابر انصاری                  |       | صفویه                      | دهدشت، داخل بافت فدیمی شهر دهدشت                                                                    | ۳۵۶۲      | ۱۳۷۹/۱۲/۲۵ |       |
| ۲۱   | امامزاده ابراهیم                      |       | صفویه                      | دهدشت، خیابان ابوذر غفاری، شهر قدیم دهدشت                                                           | ۳۵۶۳      | ۱۳۷۹/۱۲/۲۵ |       |
| ۲۲   | تپه تمپی                              |       | تاریخی ـ اسلامی            | چرام، روستای تمبی                                                                                   | ۳۵۶۴      | ۱۳۷۹/۱۲/۲۵ |       |
| ۲۳   | آب‌انبار بافت تاریخی دهدشت             |       | صفویه                      | دهدشت، انتهای خیابان امام خمینی، شهر قدیم دهدشت                                                     | ۳۵۶۵      | ۱۳۷۹/۱۲/۲۵ |       |
| ۲۴   | حمام ضلع شرقی بافت تاریخی دهدشت       |       | صفویه                      | دهدشت، نزدیک ۱۵۰ متری مسجد جامع شهر قدیم دهدشت                                                      | ۳۵۶۶      | ۱۳۷۹/۱۲/۲۵ |       |
| ۲۵   | مسجد جامع                             |       | صفویه                      | دهدشت، نزدیک بازار بافت تاریخی دهدشت                                                                | ۳۵۶۷      | ۱۳۷۹/۱۲/۲۵ |       |
| ۲۶   | امامزاده سلطان مهدی                   |       | اسلامی                     | دهدشت بعد از میدان مرکزی شهر، بخش رواق                                                              | ۳۵۶۸      | ۱۳۷۹/۱۲/۲۵ |       |
| ۲۷   | تپه شبیخون                            |       | تاریخی ـ اسلامی            | بخش چرام، روستای امیرولی                                                                            | ۳۵۶۹      | ۱۳۷۹/۱۲/۲۵ |       |
| ۲۸   | تپه کلایه (پیر زال)                   |       | اسلامی                     | شهرستان کهگیلویه، ۱۶ کیلومتری شمال شرق دهدشت، شرق روستای شهید کلایه علیا                            | ۴۵۵۶      | ۱۳۸۰/۱۰/۱۱ |       |
| ۲۹   | آسیاب شماره یک کورسا                  |       | اواخر قاجار                | شهرستان کهگیلویه، ۸ کیلومتری شمال شرق دهدشت، تنگ پیرزال، روستای شهید دارکوب                         | ۴۵۵۷      | ۱۳۸۰/۱۰/۱۱ |       |
| ۳۰   | آسیاب شماره دو کورسا                  |       | اواخر قاجار                | شهرستان کهگیلویه، ۸ کیلومتری شمال شرق دهدشت، تنگ پیر زال، روستای شهید دارکوب                        | ۴۵۵۸      | ۱۳۸۰/۱۰/۱۱ |       |
| ۳۱   | آسیاب شماره سه کورسا                  |       | اواخر قاجار                | ۱۸ کیلومتری شمال شرق دهدشت، روستای شهید دارکوب                                                      | ۴۵۵۹      | ۱۳۸۰/۱۰/۱۱ |       |
| ۳۲   | آسیاب شماره چهار کورسا                |       | اواخر قاجار ـ اوایل پهلوی  | شهرستان کهگیلویه، ۱۸ کیلومتری شمال شرق دهدشت، روستای شهید دارکوب                                    | ۴۵۶۰      | ۱۳۸۰/۱۰/۱۱ |       |
| ۳۳   | آسیاب شماره ۵ کورسا                   |       | قاجاریه ـ اوایل پهلوی      | شهرستان کهگیلویه، ۱۸ کیلومتری شمال شرقی دهدشت، ۱/۵ کیلومتری روستای شهید دارکوب                      | ۴۵۶۱      | ۱۳۸۰/۱۰/۱۱ |       |
| ۳۴   | آسیاب شماره ۶ کورسا                   |       | اواخر قاجار                | شهرستان کهگیلویه، ۱۸ کیلومتری شمال شرقی دهدشت، سنگ پیر زال، روستای شهید دارکوب                      | ۴۵۶۲      | ۱۳۸۰/۱۰/۱۱ |       |
| ۳۵   | تپه تل بردی                           |       | نوسنگی                     | شهرستان کهگیلویه، دهدشت، ۳ کیلومتری شرق دهدشت، روستای مهد                                           | ۴۷۳۸      | ۱۳۸۰/۱۱/۲۳ |       |
| ۳۶   | تپه کل گندم کش                        |       | نوسنگی ـ صفویه             | شهرستان کهگیلویه، دهدشت، روستای محمدآباد، تپه ولی گندم کش                                           | ۴۷۳۹      | ۱۳۸۰/۱۱/۲۳ |       |
| ۳۷   | برج نگهبانی شهرد/ خضرنبی              |       | صفویه                      | شهرستان کهگیلویه، دهدشت، بلوار خروجی، پشت پارک جنگلی، بالای تپه ضلع غربی شهر                        | ۴۷۴۰      | ۱۳۸۰/۱۱/۲۳ |       |
| ۳۸   | قبر موسوم به شاپور                    |       | اسلامی                     | شهرستان کهگیلویه، دهدشت، خ پارک جنگلی، برروی سطح تپه غربی شهر قدیم دهدشت                            | ۴۷۴۱      | ۱۳۸۰/۱۱/۲۳ |       |
| ۳۹   | بازار منتهی به امامزاده جابر          |       | صفویه                      | شهرستان کهگیلویه، دهدشت، خ امامزاده جابر، کوچه مسجد امام حسین، جنب امامزاده جابر                    | ۴۷۴۲      | ۱۳۸۰/۱۱/۲۳ |       |
| ۴۰   | حمام چرام                             |       | اواخر قاجار ـ اوایل پهلوی  | شهر چرام، ۲۰ متری قلعه چرام                                                                         | ۶۲۸۰      | ۱۳۸۱/۰۷/۰۷ |       |
| ۴۱   | مجموعه دالانهای زیر زمین تاریخی دهدشت |       | صفویه                      | دهدشت، بافت تاریخی دهدشت                                                                            | ۶۲۸۱      | ۱۳۸۱/۰۷/۰۷ |       |
| ۴۲   | خانه تاریخی دهدشت                     |       | صفویه                      | بافت تاریخی دهدشت، مجاور مسجد جامع                                                                  | ۶۲۸۲      | ۱۳۸۱/۰۷/۰۷ |       |
| ۴۳   | تل گپه                                |       | تاریخی ـ اسلامی            | ۸ کیلومتری شمالغرب دهدشت، یک کیلومتری غرب روستای دستخرد                                             | ۶۲۸۳      | ۱۳۸۱/۰۷/۰۷ |       |
| ۴۴   | قلعه شهرک چرام                        |       | اسلامی                     | چرام، ۷۰۰ متری روستای شهرک چرام                                                                     | ۶۲۸۴      | ۱۳۸۱/۰۷/۰۷ |       |
| ۴۵   | محوطه دلی مهرجان                      |       | اشکانی (پارت)              | شهرستان کهگیلویه، ۳۵ کیلومتری جنوب شرق بخش لنده، منطقه عشایر نشین دلی مهرجان                        | ۶۲۸۵      | ۱۳۸۱/۰۷/۰۷ |       |
| ۴۶   | حمام القچین                           |       | صفویه                      | شهرستان کهگیلویه، شهر چرام، روستای الفچین سفلی                                                      | ۶۲۸۶      | ۱۳۸۱/۰۷/۰۷ |       |
| ۴۷   | قلعه القچین سفلی                      |       | صفویه                      | شهرستان کهگیلویه، دو کیلومتری شمال غرب چرام، روستای القچین سفلی                                     | ۶۲۸۷      | ۱۳۸۱/۰۷/۰۷ |       |
| ۴۸   | باغ چشمه بلقیس و برج تاریخی           |       | تاریخی ـ اسلامی            | شهرستان کهگیلویه، ۹ کیلومتری شرق چرام، چشمه بلقیس                                                   | ۶۲۸۸      | ۱۳۸۱/۰۷/۰۷ |       |
| ۴۹   | محوطه داو دختر                        |       | قرن ۸ ق                    | شهرستان کهگیلویه، ۳۱ کیلومتری جنوب شرق لنده، منطقه عشایر نشین دلی مهرجان                            | ۶۲۸۹      | ۱۳۸۱/۰۷/۰۷ |       |
| ۵۰   | محوطه آپیه مونه                       |       | هزاره یک ق‌م ـ اسلامی       | شهرستان کهگیلویه، ۹ کیلومتری شمال غرب شهر لنده، دو کیلومتری روستای مونه                             | ۶۲۹۰      | ۱۳۸۱/۰۷/۰۷ |       |
| ۵۱   | محوطه تاریخی شمس‌آباد                  |       | تاریخی ـ اسلامی            | شهرستان کهگیلویه، ۱۷ کیلومتری جنوب چرام، روستای شمس‌آباد                                             | ۶۲۹۱      | ۱۳۸۱/۰۷/۰۷ |       |
| ۵۲   | امامزاده بی‌بی شهربانو چنگلوا          |       | صفویه                      | شهرستان کهگیلویه، ۱۲ کیلومتری غرب شهر دهدشت، روستای چنگلوا                                          | ۶۲۹۲      | ۱۳۸۱/۰۷/۰۷ |       |
| ۵۳   | قلعه محمد زمان                        |       | اسلامی                     | شهرستان کهگیلویه، ۱۲ کیلومتری غرب دهدشت، روستای چنگلوا                                              | ۶۲۹۳      | ۱۳۸۱/۰۷/۰۷ |       |
| ۵۴   | مسجد امامزاده حیدر                    |       | صفویه                      | شهرستان کهگیلویه، شهر دهدشت، روستای دستگرد                                                          | ۶۲۹۴      | ۱۳۸۱/۰۷/۰۷ |       |
| ۵۵   | قلعه تل کدخدایی چنگلوا                |       | اسلامی                     | شهرستان کهگیلویه، ۱۲ کیلومتری غرب دهدشت، روستای چنگلوا                                              | ۶۲۹۵      | ۱۳۸۱/۰۷/۰۷ |       |
| ۵۶   | قلعه سرپری                            |       | قاجاریه ـ اوایل پهلوی      | شهرستان کهگیلویه، شهر دهدشت، روستای سرپری                                                           | ۶۲۹۶      | ۱۳۸۱/۰۷/۰۷ |       |
| ۵۷   | تپه قلعه محمد زمان چنگلوا             |       | تاریخی                     | شهرستان کهگیلویه، ۱۲ کیلومتری شمال غرب دهدشت، انتهای روستای چنگلوا                                  | ۶۲۹۷      | ۱۳۸۱/۰۷/۰۷ |       |
| ۵۸   | امامزاده شاه عبدالله بی منجگان        |       | صفویه                      | شهرستان کهگیلویه، ۱۰ کیلومتری جنوب شهر دهدشت، روستای بی منجگان                                      | ۶۲۹۸      | ۱۳۸۱/۰۷/۰۷ |       |
| ۵۹   | بنای امیر لعل پا                      |       | اتابکان                    | شهرستان کهگیلویه، ۳۵ کیلومتری جنوب شرق بخش لنده                                                     | ۶۲۹۹      | ۱۳۸۱/۰۷/۰۷ |       |
| ۶۰   | بناهای سه دختران دهدشت                |       | صفویه                      | شهرستان کهگیلویه، جنوب غرب شهر دهدشت، بالای تپه مشرف به شهر                                         | ۶۳۰۰      | ۱۳۸۱/۰۷/۰۷ |       |
| ۶۱   | امامزاده حیدر                         |       | صفویه                      | شهرستان کهگیلویه، ۸ کیلومتری شمال غرب شهر دهدشت، یک کیلومتری جنوب روستای کوشک                       | ۶۳۰۱      | ۱۳۸۱/۰۷/۰۷ |       |
| ۶۲   | محوطه بند باغ                         |       | پیش از تاریخ ـ اسلامی      | شهرستان کهگیلویه، ۵ کیلومتری شمال بخش لنده، یک کیلومتری غرب روستای شیتاب                            | ۶۳۰۲      | ۱۳۸۱/۰۷/۰۷ |       |
| ۶۳   | بنای تجارت‌خانه                        |       | صفویه                      | شهرستان کهگیلویه، بافت قدیم دهدشت، مجاور مسجد جامع                                                  | ۶۳۰۳      | ۱۳۸۱/۰۷/۰۷ |       |
| ۶۴   | مجموعه غارها و پناه گاه‌های زکی‌آباد    |       | ساسانی ـ اسلامی            | شهرستان کهگیلویه، ۲۰ کیلومتری جنوب چرام، محوطه زکی آباد                                             | ۶۵۲۶      | ۱۳۸۱/۰۷/۰۷ |       |
| ۶۵   | کاروان‌سرای تل گندم کش محمدآباد        |       | صفویه                      | شهرستان کهگیلویه، ۱۶ کیلومتری دهدشت، یک کیلومتری غرب روستای بوآی سفلی                               | ۷۴۶۶      | ۱۳۸۱/۱۱/۱۲ |       |
| ۶۶   | خانه علی همایون خواه                  |       | صفویه                      | شهرستان کهگیلویه، ۱۵ کیلومتری جنوب غربی دهدشت، ۵ کیلومتری غرب روستای چنگوا، روستای بوآی علیا        | ۷۴۶۷      | ۱۳۸۱/۱۱/۱۲ |       |
| ۶۷   | خانه آویش                             |       | صفویه                      | شهرستان کهگیلویه، ۵۰ متری شمال غربی امامزاده جابر                                                   | ۷۴۶۸      | ۱۳۸۱/۱۱/۱۲ |       |
| ۶۸   | محوطه باستانی آب کاسه                 |       | صفویه                      | شهرستان کهگیلویه، ۲۰ کیلومتری شهر دهدشت به طرف بهبهان، ۱۰۰ متری جنوب روستای آب کاسه                 | ۷۴۶۹      | ۱۳۸۱/۱۱/۱۲ |       |
| ۶۹   | خانه درویش بوذر جمهری                 |       | صفویه                      | شهرستان کهگیلویه، بافت تاریخی دهدشت شمال بازار تاریخی بافت                                          | ۷۴۷۰      | ۱۳۸۱/۱۱/۱۲ |       |
| ۷۰   | خانه علی پناه برسیا                   |       | صفویه                      | شهرستان کهگیلویه، ۱۵ کیلومتری غرب دهدشت، ۲/۵ کیلومتری غرب چنگوا، روستای بوآی علیا                   | ۷۴۷۱      | ۱۳۸۱/۱۱/۱۲ |       |
| ۷۱   | خانه طاهر فرهنمدیان                   |       | صفویه                      | شهرستان کهگیلویه، بافت تاریخی دهدشت، در کنار حمام ضلع شرقی، پایین ارگ                               | ۷۴۷۲      | ۱۳۸۱/۱۱/۱۲ |       |
| ۷۲   | قلعه میر محمد امین                    |       | قاجاریه ـ پهلوی            | شهرستان کهگیلویه، ۱۶ کیلومتری جنوب غرب دهدشت، روستای بوآی سفلی                                      | ۷۴۷۳      | ۱۳۸۱/۱۱/۱۲ |       |
| ۷۳   | بازار بافت تاریخی دهدشت               |       | صفویه                      | شهرستان کهگیلویه، بافت تاریخی دهشدشت، مجاور مسجد جامع و منتهی به خانه عباس ضمانتی مهر               | ۷۴۷۴      | ۱۳۸۱/۱۱/۱۲ |       |
| ۷۴   | خانه فرج‌الله بیژن‌زاده (کد ۹)          |       | صفویه                      | شهرستان کهگیلویه، بافت تاریخی شهر دهدشت، مجاور مسجد جامع                                            | ۷۴۷۵      | ۱۳۸۱/۱۱/۱۲ |       |
| ۷۵   | تل گردو                               |       | پیش از تاریخ               | شهرستان کهگیلویه، بخش مرکزی، ۱۳۰ کیلومتری شمال شهر دهدشت ۱۰۰متری جنوب روستای ده اصفهان              | ۸۲۸۹      | ۱۳۸۲/۰۱/۲۴ |       |
| ۷۶   | محوطه لاکوره                          |       | اسلامی                     | شهرستان کهگیلویه، بخش چاروسا، ۷ کیلومتری شمال شرق قلعه رئیسی داخل روستای لاکوره                     | ۸۲۹۰      | ۱۳۸۲/۰۱/۲۴ |       |
| ۷۷   | آثار روستای رود سمه                   |       | تاریخی                     | شهر دیشموک، داخل و اطراف روستای رود سمه                                                             | ۸۲۹۱      | ۱۳۸۲/۰۱/۲۴ |       |
| ۷۸   | محوطه کوشک بی سیتون                   |       | تاریخی                     | کهگیلویه، بخش چاروسا، ۱۲ کیلومتری شمال شرق قلعه رئیسی و ۵۰ متری شمال روستای بی سیتون                | ۸۲۹۷      | ۱۳۸۲/۰۱/۲۴ |       |
| ۷۹   | محوطه جو خونزار                       |       | تاریخی ـ اسلامی            | شهرستان کهگیلویه، ۳ کیلومتری شمال غرب شهر چرام، ۲۰۰ متری جنوب روستای بلدون                          | ۸۲۹۸      | ۱۳۸۲/۰۱/۲۴ |       |
| ۸۰   | تل ملی                                |       | تاریخی                     | شهرستان کهگیلویه، یک کیلومتری شمال غرب شهر چرام، روستای بلدون                                       | ۸۲۹۹      | ۱۳۸۲/۰۱/۲۴ |       |
| ۸۱   | محوطه بلوط بنگان                      |       | اسلامی                     | ۱۳ کیلومتری جنوب غرب شهر سوق، درمسیر جاده روستای چنگوا محدوده امامزاده شهید بلوط بنگان              | ۸۳۰۰      | ۱۳۸۲/۰۱/۲۴ |       |
| ۸۲   | امامزاده ناصرالدین محمود              |       | اواخر قاجار ـ اوایل پهلوی  | شهرستان کهگیلویه، بخش مرکزی ۱۷ کیلومتری شرق شهر سوق، ۳ کیلومتری روستای بی بی زلیخایی                | ۸۳۰۱      | ۱۳۸۲/۰۱/۲۴ |       |
| ۸۳   | تپه سوق                               |       | تاریخی                     | شهرستان کهگیلویه، بخش مرکزی، ۱۱ کیلومتری شمال غرب دهدشت، شهر سوق                                    | ۸۳۰۲      | ۱۳۸۲/۰۱/۲۴ |       |
| ۸۵   | پل بریده                              |       | اسلامی                     | ۸ کیلومتری غرب لنده و دو کیلومتری شمال روستای بی بی زلیخائی                                         | ۸۳۰۳      | ۱۳۸۲/۰۱/۲۴ |       |
| ۸۶   | قلعه دالو                             |       | اسلامی                     | شهرستان کهگیلویه، ۳ کیلومتری شمال بخش لنده یک کیلومتری جنوب شرقی روستای شیتاب                       | ۸۳۰۴      | ۱۳۸۲/۰۱/۲۴ |       |
| ۸۷   | قلعه مونه                             |       | اسلامی                     | شهرستان کهگیلویه، ۱۲ کیلومتری شمال غرب لنده و یک کیلومتری شمال شرق روستای مونه                      | ۸۳۰۵      | ۱۳۸۲/۰۱/۲۴ |       |
| ۸۸   | قلعه گوسرخ                            |       | اسلامی                     | شهرستان کهگیلویه، ۱۵ کیلومتری شمال غرب لنده و ۴ کیلومتری غرب روستای مونه                            | ۸۳۰۶      | ۱۳۸۲/۰۱/۲۴ |       |
| ۸۹   | محوطه دار اسپید                       |       | اسلامی                     | شهرستان کهگیلویه، ۱۳ کیلومتری شمال غرب بخش لنده و ۴ کیلومتری شمال غرب روستای مونه                   | ۸۳۰۷      | ۱۳۸۲/۰۱/۲۴ |       |
| ۹۰   | محوطه دولاب زا                        |       | اسلامی                     | شهرستان کهگیلویه، ۱۵ کیلومتری غرب لنده، روستای دولاب زا                                             | ۸۳۰۸      | ۱۳۸۲/۰۱/۲۴ |       |
| ۹۱   | محوطه باستانی چال جون                 |       | اسلامی                     | شهرستان کهگیلویه، ۵ کیلومتری شمال شهر لنده، ۷۰۰ متری شمال روستای شیتاب                              | ۸۳۰۹      | ۱۳۸۲/۰۱/۲۴ |       |
| ۹۲   | تپه توس خیمه                          |       | نوسنگی                     | شهرستان کهگیلویه، یک کیلومتری جنوب غرب لندده و ۳۰۰ متری شرق روستای توس خیمه                         | ۸۳۱۰      | ۱۳۸۲/۰۱/۲۴ |       |
| ۹۳   | محوطه باستانی تنگ چاهن                |       | اسلامی                     | شهرستان کهگیلویه، دو کیلومتری شمال غرب بخش لنده دهستان طیبی گرمسیری شمالی، شرق روستای چال پیر       | ۸۳۱۱      | ۱۳۸۲/۰۱/۲۴ |       |
| ۹۴   | محوطه باستانی کلمک                    |       | اسلامی                     | شهرستان کهگیلویه، بخش لنده، دهستان طیبی گرمسیری جنوبی، ۱/۵ کیلومتری شمال روستای بی بی زلیخانی، س    | ۸۳۱۲      | ۱۳۸۲/۰۱/۲۴ |       |
| ۹۵   | محوطه باستانی ایدنک                   |       | اسلامی                     | شهرستان کهگیلویه، ۴ کیلومتری جنوب غرب لنده، دهستان طیبی گرمسیری شمالی، روستای ایدنک، بر سرراه ده    | ۸۳۱۳      | ۱۳۸۲/۰۱/۲۴ |       |
| ۹۶   | محوطه باستانی ده مراد                 |       | صفویه                      | شهرستان کهگیلویه، دهستان طیبی گرمسیری شمالی، یک کیلومتری جنوب غرب روستای ایدنک                      | ۸۳۱۴      | ۱۳۸۲/۰۱/۲۴ |       |
| ۹۷   | محوطه ده گنده                         |       | تاریخی ـ اسلامی            | شهرستان کهگیلویه، ۶۶ کیلومتری شمال شرق دیشموک، دو کیلومتری غرب روستای رود ریش                       | ۸۳۱۵      | ۱۳۸۲/۰۱/۲۴ |       |
| ۹۸   | امامزاده پیر پلنگ                     |       | اسلامی                     | شهرستان کهگیلویه، دیشموک، داخل قبرستان واقع در جنوب غربی فلکه دیشموک                                | ۸۳۱۶      | ۱۳۸۲/۰۱/۲۴ |       |
| ۹۹   | محوطه دشتک باغ کلک                    |       | تاریخی                     | ۱۵ کیلومتری شمال دیشموک، دهستان بهمنی سرحدی شرقی شرق روستای دشتک باغ کلک                            | ۸۳۱۷      | ۱۳۸۲/۰۱/۲۴ |       |
| ۱۰۰  | قلعه عمارت سرد و علیا                 |       | ساسانی ـ اسلامی            | شهرستان کهگیلویه، بخش چاروسا در فاصله ۴۵ کیلومتری شمال غرب قلعه رئیسی، داخل روستای عمارت سرد و علی  | ۸۳۱۸      | ۱۳۸۲/۰۱/۲۴ |       |
| ۱۰۱  | قلعه گل                               |       | قاجاریه                    | بخش چاروسا، ۳۲ کیلومتری جنوب شرق، بخش قلعه رئیسی ۱۸ کیلومتری شمال شرق دهدشت                         | ۸۳۱۹      | ۱۳۸۲/۰۱/۲۴ |       |
| ۱۰۲  | قلعه دختر                             |       | قاجاریه                    | شهرستان کهگیلویه، بخش چاروسا، ۲۷ کیلومتری جنوب شرق قلعه رئیسی، روستای قلعه دختر                     | ۸۳۲۰      | ۱۳۸۲/۰۱/۲۴ |       |
| ۱۰۳  | قلعه شاه منصور                        |       | اسلامی                     | ۲۰ کیلومتری شمال غرب دیشموک در تنگ لیراب نزدیک روستای لیراب                                         | ۸۳۲۱      | ۱۳۸۲/۰۱/۲۴ |       |
| ۱۰۴  | تل بردی                               |       | تاریخی                     | شهرستان کهگیلویه، بخش مرکزی، ۳ کیلومتری شرق دهدشت روستای مهد                                        | ۸۳۲۲      | ۱۳۸۲/۰۱/۲۴ |       |
| ۱۰۵  | قلعه الگن                             |       | قاجاریه                    | شهرستان کهگیلویه، بخش چاروسا، ۱۰ کیلومتری جنوب شرق قلعه رئیسی روستای الگن                           | ۸۳۲۳      | ۱۳۸۲/۰۱/۲۴ |       |
| ۱۰۶  | قلعه داو دور                          |       | اسلامی                     | شهرستان کهگیلویه، بخش چاروسا، یک کیلومتری شرق روستای بی سیتون                                       | ۸۳۲۴      | ۱۳۸۲/۰۱/۲۴ |       |
| ۱۰۷  | آثار روستای برد چله                   |       | ساسانی                     | شهرستان کهگیلویه، بخش چاروسا، ۱/۵ کیلومتری شمال قلعه رئیسی، روستای برد چله                          | ۸۳۲۵      | ۱۳۸۲/۰۱/۲۴ |       |
| ۱۰۹  | آثار قدیمی دلی مهتاب                  |       | تاریخی ـ اسلامی            | شهرستان کهگیلویه، ۳۸ کیلومتری شمال شرق قلعه رئیسی، از راه پیاده‌روی روستای شوار و کوه سیلو م         | ۸۳۲۶      | ۱۳۸۲/۰۱/۲۴ |       |
| ۱۱۰  | محوطه باستانی نرمکه                   |       | تاریخی                     | شهرستان کهگیلویه، ۴۶ کیلومتری شمال غرب قلعه رئیسی، یک کیلومتری جنوب غرب روستای تلخاب سرد و بر بلندا | ۸۳۲۷      | ۱۳۸۲/۰۱/۲۴ |       |
| ۱۱۱  | قلعه شوتاور                           |       | قاجاریه                    | شهرستان کهگیلویه، بخش چاروسا، ۶ کیلومتری غرب بخش قلعهرئیسی، داخل روستای شوتاور                      | ۸۳۲۸      | ۱۳۸۲/۰۱/۲۴ |       |
| ۱۱۲  | محوطه و بنای امامزاده ابراهیم         |       | صفویه                      | شهرستان کهگیلویه، بخش چاروسا، ۵۰۰ متری جنوب غرب روستای گل زرینی                                     | ۸۳۲۹      | ۱۳۸۲/۰۱/۲۴ |       |
| ۱۱۳  | استودان شوار                          |       | ساسانی                     | شهرستان کهگیلویه، بخش چاروسا، ۳۰ کیلومتری شمال شرق قلعه قلعه رئیسی شرق روستای شوار                  | ۸۳۳۰      | ۱۳۸۲/۰۱/۲۴ |       |
| ۱۱۴  | آثار قلعه رود ایوک                    |       | تاریخی ـ اسلامی            | شهرستان کهگیلویه ۳۰ کیلومتری شمال غرب قلعه رئیسی و یک کیلومتری روستای ایوک                          | ۸۳۳۱      | ۱۳۸۲/۰۱/۲۴ |       |
| ۱۱۵  | استودان و محوطه ده مورد               |       | ساسانی                     | شهرستان کهگیلویه، بخش چاروسا، ۶ کیلومتری شمال غرب قلعه رئیسی و ۵۰۰ متری روستای ده مورد              | ۸۳۳۲      | ۱۳۸۲/۰۱/۲۴ |       |
| ۱۱۶  | گورستان دره دولاب شیرین               |       | هزاره یک ق‌م                | شهرستان کهگیلویه، ۵۰ کیلومتری شمال شرق قلعه رئیسی و ۳۰۰ متری غرب روستای دولاب شیرین                 | ۸۳۳۳      | ۱۳۸۲/۰۱/۲۴ |       |
| ۱۱۷  | استودان بردچله خونه                   |       | ساسانی                     | شهرستان کهگیلویه، ۱۸ کیلومتری جنوب شرق قلعه رئیسی، ۱۰۰ متری ضلع جنوبی روستای گل زرینی               | ۸۳۳۴      | ۱۳۸۲/۰۱/۲۴ |       |
| ۱۱۸  | استودان شماره یک لیر کائید            |       | ساسانی                     | شهرستان کهگیلویه، بخش چاروسا، ۳۰ کیلومتری شمال شرق قلعه رئیسی و ۳۰۰ متری غرب روستای لیرکائید        | ۸۳۳۵      | ۱۳۸۲/۰۱/۲۴ |       |
| ۱۱۹  | استودان شماره دولیرکائید              |       | ساسانی                     | شهرستان کهگیلویه، بخش چاروسا، ۳۰ کیلومتری شمال شرق قلعه رئیسی و ۳۰۰ متری غرب روستای لیرکائید        | ۸۳۳۶      | ۱۳۸۲/۰۱/۲۴ |       |
| ۱۲۰  | استودان روستای گچی                    |       | ساسانی                     | شهرستان کهگیلویه، بخش چاروسا، ۲۰ کیلومتری جنوب شرق قلعه رئیسی و در غرب روستای گچی                   | ۸۳۳۷      | ۱۳۸۲/۰۱/۲۴ |       |
| ۱۲۱  | تپه ده‌مهد                             |       | اسلامی                     | شهرستان کهگیلویه، ۸ کیلومتری شرق دهدشت در کنار روستای آدرکان                                        | ۸۳۳۸      | ۱۳۸۲/۰۱/۲۴ |       |
| ۱۲۲  | سه تلن (سه تپه)                       |       | تاریخی                     | شهرستان کهگیلویه، بخش مرکزی، دهستان دهدشت شرقی، ۷۰۰ متری روستای کوشک                                | ۸۳۳۹      | ۱۳۸۲/۰۱/۲۴ |       |
| ۱۲۳  | آثار معماری قلعچه                     |       | اسلامی                     | شهرستان کهگیلویه، بخش مرکزی، دهدشت ۵۰۰ متری غرب روستای صدرالله بهادران                              | ۸۳۴۰      | ۱۳۸۲/۰۱/۲۴ |       |
| ۱۲۴  | تل وخمی                               |       | تاریخی                     | شهرستان کهگیلویه، ۷۰۰متری شمال غرب بخش چرام و ۳۰۰ متری شرق روستای القچین                            | ۸۳۴۱      | ۱۳۸۲/۰۱/۲۴ |       |
| ۱۲۵  | بنای عمارت                            |       | صفویه                      | شهرستان کهگیلویه، بخش مرکزی، ۲۰ کیلومتری شمال شرق دهدشت، داخل روستای عمارت                          | ۸۳۴۲      | ۱۳۸۲/۰۱/۲۴ |       |
| ۱۲۶  | تل قباد و مهر علی                     |       | تاریخی ـ اسلامی            | شهرستان کهگیلویه، بخش مرکزی، ۳ کیلومتری شرق دهدشت، ۱۰۰ متری روستای سمغون                            | ۸۳۴۳      | ۱۳۸۲/۰۱/۲۴ |       |
| ۱۲۷  | تل مهد                                |       | اسلامی                     | شهرستان کهگیلویه، بخش مرکزی، ۳ کیلومتری شمال شرق شهر دهدشت و ۱۵۰ متری شمال غرب روستای مهد           | ۸۳۴۴      | ۱۳۸۲/۰۱/۲۴ |       |
| ۱۲۸  | تل غلام‌محمد                           |       | تاریخی                     | شهرستان کهگیلویه، بخش مرکزی، ۳ کیلومتری شرق دهدشت، ۱۰۰ متری شمال روستای سمغون                       | ۸۳۴۵      | ۱۳۸۲/۰۱/۲۴ |       |
| ۱۲۹  | امامزاده شهسوار (کهگیلویه)            |       | صفویه                      | شهرستان کهگیلویه، بخش مرکزی، ۲۷ کیلومتری شمال شرق دهدشت، یک کیلومتری روستای ده بندر                 | ۸۳۴۶      | ۱۳۸۲/۰۱/۲۴ |       |
| ۱۳۰  | تل امامزاده پهلوان                    |       | اسلامی                     | شهرستان کهگیلویه، بخش مرکزی، ۱۰ کیلومتری جنوب شرقی دهدشت داخل روستای امامزاده پهلوان                | ۸۳۴۷      | ۱۳۸۲/۰۱/۲۴ |       |
| ۱۳۱  | امامزاده شهسوار                       |       | صفویه                      | شهرستان کهگیلویه، بخش چاروسا، ۱۱ کیلومتری جنوب شرق قلعه رئیسی، شمال روستای جاورده                   | ۸۳۴۸      | ۱۳۸۲/۰۱/۲۴ |       |
| ۱۳۲  | مجموعه آثار روستای چنگوا              |       | صفویه                      | شهرستان کهگیلویه، ۱۲ کیلومتری غرب شهر دهدشت، ۶ کیلومتری جنوب شهر شرق روستای چنگوا                   | ۸۴۰۷      | ۱۳۸۲/۰۲/۰۹ |       |
| ۱۳۳  | خانه آقای عبدالمحمد خلیلی             |       | صفویه                      | شهرستان کهگیلویه، بخش چرام، روستای القچین سفلی                                                      | ۸۴۰۸      | ۱۳۸۲/۰۲/۰۹ |       |
| ۱۳۴  | خانه محمد قلی کریمی                   |       | صفویه                      | شهرستان کهگیلویه، بخش چرام، روستای القچین سفلی                                                      | ۸۴۰۹      | ۱۳۸۲/۰۲/۰۹ |       |
| ۱۳۵  | آثار تاریخی روستای بی منجگان          |       | صفویه                      | شهرستان کهگیلویه، ۱۰ کیلومتری جنوب شهر دهدشت، روستای بی منجگان                                      | ۸۴۱۰      | ۱۳۸۲/۰۲/۰۹ |       |
| ۱۳۶  | قلعه تل بابونه (بابینه)               |       | قاجاریه ـ پهلوی            | شهرستان کهگیلویه، ۲۱ کیلومتری جنوب شرق دهدشت، چرام، روستای تل بابونه                                | ۸۴۱۱      | ۱۳۸۲/۰۲/۰۹ |       |
| ۱۳۷  | جاده سنگ‌فرش کمردوغ                    |       | تاریخی                     | ۲۰۰ متری شمال شرق روستای کمردوغ و ۲۰ کیلومتری شمال شرق قلعه رئیسی                                   | ۸۴۱۲      | ۱۳۸۲/۰۲/۰۹ |       |
| ۱۳۸  | خانه غلام رضانوید                     |       | صفویه                      | شهر قدیم دهدشت، شمال امامزاده جابر                                                                  | ۸۴۱۳      | ۱۳۸۲/۰۲/۰۹ |       |
| ۱۳۹  | خانه قدیمی ضرغام آذرکیش               |       | صفویه                      | بافت قدیم شهر دهدشت، ۱۵۰ متری ضلع شمال غربی مسجد جامع                                               | ۸۴۱۴      | ۱۳۸۲/۰۲/۰۹ |       |
| ۱۴۰  | قلعه دختر کوشک                        |       | اسلامی                     | کهگیلویه، ۵ کیلومتری جنوب شرق قلعه رئیسی و ۲۰۰ متری شمال شرق روستای کوشک طیبی                       | ۸۴۱۵      | ۱۳۸۲/۰۲/۰۹ |       |
| ۱۴۱  | امامزاده شاه جعفر                     |       | صفویه                      | کهگیلویه، ۲۰ کیلومتری جنوب شرق قلعه رئیسی، روستای سردوه                                             | ۸۴۱۶      | ۱۳۸۲/۰۲/۰۹ |       |
| ۱۴۲  | ساختمان قدیمی محمد حسین آرامیان       |       | صفویه                      | شهر دهدشت، روبروی امامزاده بی بی عصمت واقع در بافت تاریخی                                           | ۸۴۱۷      | ۱۳۸۲/۰۲/۰۹ |       |
| ۱۴۳  | ساختمان قدیمی عبدالمحمد چراغ چشم      |       | صفویه                      | شهر دهدشت، شمال شرقی امامزاده جابر                                                                  | ۸۴۱۸      | ۱۳۸۲/۰۲/۰۹ |       |
| ۱۴۴  | ساختمان قدیمی علی باز استیک           |       | صفویه                      | شهر دهدشت، شمال شرق امامزاده جابر                                                                   | ۸۴۱۹      | ۱۳۸۲/۰۲/۰۹ |       |
| ۱۴۵  | غار قلعه دالو (غار)                   |       | اسلامی                     | شهرستان کهگیلویه، ۳ کیلومتری شمال لنده و یک کیلومتری جنوب شرقی روستای شیتاب                         | ۸۴۲۰      | ۱۳۸۲/۰۲/۰۹ |       |
| ۱۴۶  | امامزاده جمشید                        |       | صفویه                      | شهرستان کهگیلویه، ۲۰ کیلومتری جنوب شرقی قلعه رئیسی در داخل روستای گچی                               | ۸۴۲۱      | ۱۳۸۲/۰۲/۰۹ |       |
| ۱۴۷  | خانه قدیمی زهرا پارسیان خواه          |       | صفویه                      | بافت قدیم شهر دهدشت، ۵۰ متری شمال مسجد جامع                                                         | ۸۴۲۲      | ۱۳۸۲/۰۲/۰۹ |       |
| ۱۴۸  | محوطه قبرستان امامزاده اسماعیل کرکور  |       | اسلامی                     | شهرستان کهگیلویه، ۳۶ کیلومتری شمال شرق دهدشت بخش چرام، به طرف سرفاریاب، روستای کرکور (پسر نابینا    | ۸۴۲۳      | ۱۳۸۲/۰۲/۰۹ |       |
| ۱۴۹  | امامزاده اسماعیل                      |       | صفویه                      | شهرستان کهگیلویه، ۲۶ کیلومتری شمال شرقی دهدشت، به طرف سرفاریاب روستای کرکور (پسر نابینا)            | ۸۴۲۴      | ۱۳۸۲/۰۲/۰۹ |       |
| ۱۵۰  | محوطه قبرستان و امامزاده ابدال مندان  |       | اسلامی                     | شهر دهدشت، بخش چرام، روستای مندان                                                                   | ۸۴۲۵      | ۱۳۸۲/۰۲/۰۹ |       |
| ۱۵۱  | استودان ده مورد                       |       | تاریخی                     | شهرستان کهگیلویه، ۲۷ کیلومتری شمال شرقی بخش بهمئی (لیکک)، ۵۰۰ متری شرق روستای ده مورد               | ۱۰۵۷۶     | ۱۳۸۲/۰۸/۰۲ |       |
| ۱۵۲  | آثار معماری صخره‌ای زورآزما            |       | احتمالاً اسلامی             | شهرستان کهگیلویه، ۲۸ کیلومتری شمال شرق بخش بهمئی، یک کیلومتری شرق روستای گرما و شا                  | ۱۰۵۷۷     | ۱۳۸۲/۰۸/۰۲ |       |
| ۱۵۳  | آثار معماری صخره‌ای تنگ ماغر           |       | ساسانی                     | شهرستان کهگیلویه، ۲۰ کیلومتری شمال بخش بهمئی در بخش انتهایی تنگ ماغر                                | ۱۰۵۷۸     | ۱۳۸۲/۰۸/۰۲ |       |
| ۱۵۴  | استودان شماره دوتنگ ماغر              |       | ساسانی                     | شهرستان کهگیلویه، ۱۵ کیلومتری شمال بخش بهمئی، یک کیلومتری جنوب روستای سندال تنگ ماغر                | ۱۰۵۷۹     | ۱۳۸۲/۰۸/۰۲ |       |
| ۱۵۵  | امامزاده بابا احمد                    |       | سلجوقیان                   | شهرستان کهگیلویه، ۱۵ کیلومتری شمال غرب بخش بهمئی، داخل روستای فعلی بابا احمد                        | ۱۰۵۸۰     | ۱۳۸۲/۰۸/۰۲ |       |
| ۱۵۶  | عمارت قدیمی روستای بابا احمد          |       | صفویه                      | شهرستان کهگیلویه، ۱۵ کیلومتری شمال غرب بخش بهمئی، داخل روستای بابا احمد سفلی                        | ۱۰۵۸۱     | ۱۳۸۲/۰۸/۰۲ |       |
| ۱۵۷  | امامزاده میر عبداله                   |       | صفویه                      | شهرستان کهگیلویه، ۲۱ کیلومتری شمال بخش بهمئی، ۳ کیلومتری شمال روستای سندال تنگ ماغر                 | ۱۰۵۸۲     | ۱۳۸۲/۰۸/۰۲ |       |
| ۱۵۸  | امامزاده شاه زیار                     |       | صفویه                      | شهرستان کهگلیویه ۴۴ کیلومتری شمالشرق بخش بهمئی و یک کیلومتری جنوبشرق روستای مندان                   | ۱۰۵۸۳     | ۱۳۸۲/۰۸/۰۲ |       |
| ۱۵۹  | قدیمی دشت آهو                         |       | صفویه                      | شهرستان کهگیلویه، ۳۸ کیلومتری شمال غرب بخش بهمئی، ۳ کیلومتری جنوب غرب روستای دشت آهو                | ۱۰۷۸۲     | ۱۳۸۲/۱۱/۰۲ |       |
| ۱۶۰  | استودان شماره ۱                       |       | تاریخی                     | شهرستان کهگیلویه، بخش بهمئی، دهستان بهمئی گرمساری شمالی، ۳۸ کیلومتری شمال شرقی روستای لیکک تنگ سولک | ۱۳۷۸۶     | ۱۳۸۴/۰۸/۲۵ |       |
| ۱۶۱  | محوطه دلی باریک                       |       | تاریخی ـ اسلامی            | شهرستان کهگیلویه، بخش چرام، دهستان کره شهبازی، جنوب روستای دلی باریک                                | ۱۳۷۸۸     | ۱۳۸۴/۰۸/۲۵ |       |
| ۱۶۲  | کتیبه تنگ پیرزال                      |       | قاجاریه                    | شهرستان کهگیلویه، بخش چرام، روستای تنگ پیرزال، کیلومتری ۱۸ جاده دهدشت به سرفاریاب                   | ۱۹۹۴۴     | ۱۳۸۶/۰۸/۲۲ |       |
| ۱۶۳  | کتیبه تنگ المون                       |       | قاجاریه                    | شهرستان کهگیلویه، بخش سرفاریاب، دهستان سادات، دو کیلومتری شمال روستای گلبهار                        | ۱۹۹۴۵     | ۱۳۸۶/۰۸/۲۲ |       |
| ۱۶۴  | تپه کولی تپه علیا                     |       | قرون اولیه اسلامی          | شهرستان گرمی، بخش مرکزی، دهستان اجارود شمالی، روستای نقاره                                          | ۲۰۱۴۶     | ۱۳۸۶/۰۸/۲۲ |       |
| ۱۶۵  | خانه دو القچین علیا                   |       | قرون متاخر اسلامی          | شهرستان کهگیلویه، بخش چرام، دهستان چرام، روستای القچین علیا                                         | ۲۲۹۶۵     | ۱۳۸۷/۰۳/۰۷ |       |
| ۱۶۶  | اصطبل روستای شیخ حسین                 |       | قرون متاخر اسلامی          | شهرستان گچساران، بخش چرام، دهستان چرام، روستای شیخ حسین                                             | ۲۲۹۶۶     | ۱۳۸۷/۰۳/۰۷ |       |
| ۱۶۷  | آسیاب دو شیخ حسین                     |       | قرون متاخر اسلامی          | شهرستان کهگیلویه، بخش چرام، ۳۰۰م جنوب غربی روستای شیخ حسین                                          | ۲۲۹۶۷     | ۱۳۸۷/۰۳/۰۷ |       |
| ۱۶۸  | آسیاب بلهدون                          |       | قرون متاخر اسلامی          | شهرستان کهگیلویه، بخش چرام، دهستان چرام، روستای بلهدون                                              | ۲۲۹۶۸     | ۱۳۸۷/۰۳/۰۷ |       |
| ۱۶۹  | محوطه مال شیخ                         |       | قرون متاخر اسلامی          | شهرستان کهگیلویه، بخش لنده، دهستان طیبی گرمسیری شمالی، روستای مال شیخ                               | ۲۲۹۶۹     | ۱۳۸۷/۰۳/۰۷ |       |
| ۱۷۰  | آسیاب شماره دو موگرم                  |       | قرون متاخر اسلامی          | شهرستان کهگیلویه، بخش چرام، دهستان چرام، روستای موگرم                                               | ۲۲۹۷۰     | ۱۳۸۷/۰۳/۰۷ |       |
| ۱۷۱  | تپه کلگه خطیری                        |       | قرون متاخر اسلامی          | شهرستان کهگیلویه، بخش چرام، دهستان چرام، یک‌کم روستای بلهدون                                         | ۲۲۹۷۱     | ۱۳۸۷/۰۳/۰۷ |       |
| ۱۷۲  | آسیاب شماره یک ایدنک                  |       | قرون متاخر اسلامی          | شهرستان کهگیلویه، بخش لنده، دهستان طیبی گرمسیری، غرب روستای ایدنک                                   | ۲۲۹۷۲     | ۱۳۸۷/۰۳/۰۷ |       |
| ۱۷۳  | آسیاب شماره یک موگرم                  |       | قرون متاخر اسلامی          | شهرستان کهگیلویه، بخش چرام، دهستان چرام، روستای مو گرم                                              | ۲۲۹۷۳     | ۱۳۸۷/۰۳/۰۷ |       |
| ۱۷۴  | اصطبل خادمی                           |       | قرون متاخر اسلامی          | شهرستان کهگیلویه، بخش مرکزی، شهر دهدشت، بافت تاریخی دهدشت                                           | ۲۲۹۷۴     | ۱۳۸۷/۰۳/۰۷ |       |
| ۱۷۵  | کوشک امیرالمؤمنین                     |       | قرون متاخر اسلامی          | شهرستان کهگیلویه، بخش مرکزی، دهستان دهدشت غربی، یک کیلومتری شمال روستای امیرالمؤمنین                | ۲۲۹۷۶     | ۱۳۸۷/۰۳/۰۷ |       |
| ۱۷۶  | حمام ضلع غربی بافت                    |       | قرون متاخر اسلامی          | شهرستان کهگیلویه، بخش مرکزی، شهر دهدشت، بافت تاریخی، شمال شرقی امامزاده معصوم                       | ۲۲۹۷۷     | ۱۳۸۷/۰۳/۰۷ |       |
| ۱۷۷  | خانه جنب مسجد جامع ب                  |       | قرون متاخر اسلامی          | شهرستان کهگیلویه، بخش مرکزی، شهر دهدشت، بافت تاریخی، جنب مسجد جامع                                  | ۲۲۹۷۸     | ۱۳۸۷/۰۳/۰۷ |       |
| ۱۷۸  | قبرستان روشن‌آباد                      |       | قرون متاخراسلامی           | شهرستان کهگیلویه، بخش مرکزی، دهستان دهدشت غربی، ۷۰۰ م شمال روستای روشن آباد                         | ۲۲۹۷۹     | ۱۳۸۷/۰۳/۰۷ |       |
| ۱۷۹  | خانه جنب مسجد امام حسین               |       | قرون متاخر اسلامی          | شهرستان کهگیلویه، بخش مرکزی، شهر دهدشت، بافت تاریخی جنب مسجد امام حسین                              | ۲۲۹۸۰     | ۱۳۸۷/۰۳/۰۷ |       |
| ۱۸۰  | خانه جنب حمام کهیار                   |       | قرون متاخر اسلامی          | شهرستان کهگیلویه، بخش مرکزی، شهر دهدشتت، بافت تاریخی، شرق حمام کهیار                                | ۲۲۹۸۱     | ۱۳۸۷/۰۳/۰۷ |       |
| ۱۸۱  | محوطه چشمه زعفران                     |       | قرون متاخر اسلامی          | شهرستان کهگیلویه، بخش چرام، دهستان چرام، یک کیلومتری القچین علیا                                    | ۲۲۹۸۳     | ۱۳۸۷/۰۳/۰۷ |       |
| ۱۸۲  | آسیاب یک تل بابونه                    |       | قرون متاخر اسلامی          | شهرستان کهگیلویه و بویراحمد، بخش چرام، دهستان چرام، یک کیلومتری جنوب غربی روستای تل بابونه          | ۲۲۹۸۵     | ۱۳۸۷/۰۳/۰۷ |       |
| ۱۸۳  | خانه جنب مسجد جامع الف                |       | قرون متاخر اسلامی          | شهرستان کهگیلویه، بخش مرکزی، شهر دهدشت، بافت قدیمی، جنب مسجد جامع                                   | ۲۲۹۸۸     | ۱۳۸۷/۰۳/۰۷ |       |
| ۱۸۴  | گورستان تل گپ                         |       | قرون متاخر اسلامی          | شهرستان کهگیلویه، بخش سرفاریاب، دهستان سرفاریاب، ۲۰۰ م روستای برآفتاب سرفاریاب                      | ۲۳۲۲۱     | ۱۳۸۷/۰۶/۱۸ |       |
| ۱۸۵  | آسیاب شماره یک خیمند                  |       | قرون متاخر اسلامی          | شهرستان کهگیلویه، بخش چرام، دهستان چرام، جنوب روستای خیمند                                          | ۲۳۲۲۲     | ۱۳۸۷/۰۶/۱۸ |       |
| ۱۸۶  | محوطه امامزاده محمود                  |       | قرون متاخر اسلامی          | شهرستان کهگیلویه، بخش چرام، دهستان چرام، روستای آقاسری                                              | ۲۳۲۲۶     | ۱۳۸۷/۰۶/۱۸ |       |
| ۱۸۷  | قبر خان‌ها                             |       | قرون متاخر اسلامی          | شهرستان کهگیلویه، بخش چرام، دهستان چرام، روستای شیخ حسین                                            | ۲۳۲۲۷     | ۱۳۸۷/۰۶/۱۸ |       |
| ۱۸۸  | اصطبل مندی‌آبادیان                     |       | قرون متاخر اسلامی          | شهرستان کهگیلویه، بخش چرام، دهستان چرام، روستای القچین علیا                                         | ۲۳۲۲۸     | ۱۳۸۷/۰۶/۱۸ |       |
| ۱۸۹  | گورستان قدیمی بافت                    |       | قاجاریه ـ معاصر            | شهرستان دهدشت، بخش مرکزی، بافت تاریخی                                                               | ۲۳۲۳۴     | ۱۳۸۷/۰۶/۱۸ |       |
| ۱۹۰  | برج القچین علیا                       |       | قرون متاخر اسلامی          | شهرستان کهگیلویه، بخش چرام، دهستان چرام، روستای القچین علیا                                         | ۲۳۳۳۷     | ۱۳۸۷/۰۶/۱۸ |       |
| ۱۹۱  | بقایای آسیاب سه تل بابونه             |       | قرون متاخر اسلامی          | شهرستان کهگیلویه، بخش چرام، دهستان چرام، یک کیلومتری جنوب غربی روستای تل بابونه                     | ۲۳۳۳۸     | ۱۳۸۷/۰۶/۱۸ |       |
| ۱۹۲  | آسیاب شماره چهار تل بابونه            |       | قرون متاخر اسلامی          | شهرستان کهگیلویه، بخش چرام، دهستان چرام، یک کیلومتری جنوب غربی روستای تل بابونه                     | ۲۳۳۳۹     | ۱۳۸۷/۰۶/۱۸ |       |
| ۱۹۳  | آسیاب شماره یک شیخ حسین               |       | قرون متاخر اسلامی          | شهرستان کهگیلویه، بخش چرام، ۳۰۰ م جنوب غربی روستای شیخ حسین                                         | ۲۳۳۴۰     | ۱۳۸۷/۰۶/۱۸ |       |
| ۱۹۴  | آسیاب سه شیخ حسین                     |       | قرون متاخر اسلامی          | شهرستان کهگیلویه، بخش چرام، دهستان چرام، یک کیلومتری شمال روستای شیخ حسین                           | ۲۳۳۴۱     | ۱۳۸۷/۰۶/۱۸ |       |
| ۱۹۵  | آسیاب دلی یاسیر                       |       | قرون متاخر اسلامی          | شهرستان کهگیلویه، بخش سرفاریاب، دهستان سرفاریاب، روستای دلی یاسر                                    | ۲۳۳۴۲     | ۱۳۸۷/۰۶/۱۸ |       |
| ۱۹۶  | تل صراص                               |       | قرون متاخراسلامی           | شهرستان کهگیلویه، بخش چرام، شهر چرام، ۳۰۰ م شمال قلعه چرام                                          | ۲۳۳۴۳     | ۱۳۸۷/۰۶/۱۸ |       |
| ۱۹۷  | آرامگاه شیخ ابراهیم                   |       | قرون متاخر اسلامی          | شهرستان کهگیلویه، بخش لنده، دهستان طیبی گرمسیری شمالی، روستای مال شیخ                               | ۲۳۳۴۴     | ۱۳۸۷/۰۶/۱۸ |       |
| ۱۹۸  | برج دیده‌بانی شیخ حسین                 |       | قرون متاخر اسلامی          | شهرستان کهگیلویه، بخش چرام، دهستان چرام، ۵۰۰ م جنوب غربی روستای شیخ حسین                            | ۲۳۳۴۵     | ۱۳۸۷/۰۶/۱۸ |       |
| ۱۹۹  | آسیاب شماره دو خیمند                  |       | قرون متاخر اسلامی          | شهرستان کهگیلویه، بخش چرام، دهستان چرام، ۲۰۰ م جنوب غربی روستای خیمند                               | ۲۳۳۴۶     | ۱۳۸۷/۰۶/۱۸ |       |
| ۲۰۰  | اصطبل فریبرز یرمونه                   |       | قرون متاخر اسلامی          | شهرستان کهگیلویه، بخش چرام، دهستان چرام، روستای شیخ حسین                                            | ۲۳۳۴۷     | ۱۳۸۷/۰۶/۱۸ |       |
| ۲۰۱  | محوطه دلی یاسیر                       |       | تاریخی ـ قرون اولیه اسلامی | شهرستان گچساران، بخش سرفاریاب، دهستان سرفاریاب، روستای دلی یاسیر                                    | ۲۳۳۵۱     | ۱۳۸۷/۰۶/۱۸ |       |
| ۲۰۲  | آسیاب شماره ۵ تل بابونه               |       | قرون متاخر اسلامی          | شهرستان کهگیلویه، بخش چرام، دهستان چرام، یک کیلومتری جنوب غربی روستای تل بابونه                     | ۲۳۳۵۲     | ۱۳۸۷/۰۶/۱۸ |       |
| ۲۰۳  | اصطبل کاروان‌سرا                       |       | صفویه                      | شهرستان کهگیلویه، بخش مرکزی، شهر دهدشت، بافت تاریخی، روبروی کاروانسرای دهدشت                        | ۲۳۳۵۴     | ۱۳۸۷/۰۶/۱۸ |       |
| ۲۰۴  | زائرسرای امامزاده جایر                |       | قرون متاخر اسلامی          | شهرستان کهگیلویه، بخش مرکزی، شهر دهدشت، بافت تاریخی                                                 | ۲۳۳۵۶     | ۱۳۸۷/۰۶/۱۸ |       |
| ۲۰۵  | بقایای آسیاب شماره دو تل بابونه       |       | قرون متاخر اسلامی          | شهرستان کهگیلویه، بخش چرام، دهستان چرام، یک کیلومتری جنوب غربی روستای تل بابونه                     | ۲۳۳۵۷     | ۱۳۸۷/۰۶/۱۸ |       |
| ۲۰۶  | خانه علی باز فاضلی                    |       | قرون متاخر اسلامی          | شهرستان کهگیلویه، بخش چرام، دهستان چرام، روستای فشیان                                               | ۲۴۴۷۷     | ۱۳۸۷/۱۰/۱۶ |       |
| ۲۰۷  | خانه فریبرز برمونه                    |       | قرون متاخر اسلامی          | شهرستان کهگیلویه، بخش چرام، دهستان چرام، روستای شیخ حسین                                            | ۲۴۴۷۸     | ۱۳۸۷/۱۰/۱۶ |       |
| ۲۰۸  | خانه الله اسدروز                      |       | قرون متاخر اسلامی          | شهرستان کهگیلویه، بخش چرام، دهستان چرام، روستای فشیان                                               | ۲۴۴۷۹     | ۱۳۸۷/۱۰/۱۶ |       |
| ۲۰۹  | خانه عبدالحسین آور خیور               |       | قرون متاخر اسلامی          | شهرستان کهگیلویه، بخش چرام، دهستان چرام، روستای فشیان                                               | ۲۴۴۸۰     | ۱۳۸۷/۱۰/۱۶ |       |
| ۲۱۰  | خانه مصطفی دستمزدیان                  |       | قرون متاخر اسلامی          | شهرستان کهگیلویه، بخش چرام، دهستان چرام، روستای فشیان                                               | ۲۴۴۸۱     | ۱۳۸۷/۱۰/۱۶ |       |
| ۲۱۱  | خانه ذوالفقار اسدروز                  |       | قرون متاخر اسلامی          | شهرستان کهگیلویه، بخش چرام، دهستان چرام، روستای فشیان                                               | ۲۴۴۸۲     | ۱۳۸۷/۱۰/۱۶ |       |
| ۲۱۲  | خانه فرامرز مددی                      |       | قرون متاخر اسلامی          | شهرستان کهگیلویه، بخش چرام، دهستان چرام، روستای القچین علیا                                         | ۲۴۴۸۳     | ۱۳۸۷/۱۰/۱۶ |       |
| ۲۱۳  | معماری خانه شیخ حسین                  |       | قرون متاخر اسلامی          | شهرستان کهگیلویه، بخش چرام، دهستان چرام، ۵۰۰ م جنوب غربی روستای شیخ حسین                            | ۲۴۴۸۴     | ۱۳۸۷/۱۰/۱۶ |       |
| ۲۱۴  | خانه حیدریان                          |       | قرون متاخراسلامی           | شهرستان کهگیلویه، بخش لنده، دهستان طیبی گرمسیری شمالی، روستای مال شیخ                               | ۲۴۴۸۶     | ۱۳۸۷/۱۰/۱۶ |       |
| ۲۱۵  | خانه طولیان                           |       | قرون متاخر اسلامی          | شهرستان کهگیلویه، بخش مرکزی، دهستان دهدشت شرقی، روستای طولیان                                       | ۲۴۴۸۷     | ۱۳۸۷/۱۰/۱۶ |       |
| ۲۱۶  | خانه نورالله ایزدپناه                 |       | قرون متاخر اسلامی          | شهرستان کهگیلویه، بخش چرام، دهستان چرام، روستای موگرم                                               | ۲۴۴۸۸     | ۱۳۸۷/۱۰/۱۶ |       |
| ۲۱۷  | خانه بال سوخته۱                       |       | قرون متاخر اسلامی          | شهرستان کهگیلویه، بخش لنده، دهستان عالی طیب، دو کیلومتری روستای قیام                                | ۲۴۴۸۹     | ۱۳۸۷/۱۰/۱۶ |       |
| ۲۱۸  | خانه محمد علی جفدا                    |       | قرون متاخر اسلامی          | شهرستان کهگیلویه، بخش چرام، دهستان چرام، روستای موگرم                                               | ۲۴۴۹۰     | ۱۳۸۷/۱۰/۱۶ |       |